# Metilciclopentano
Metilciclopentano é um cicloalcano ramificado. Ele é encontrado naturalmente no petróleo. Seus índices de octanagem são: MON = 99 e RON = 107